# Isaac Joseph
Isaac Joseph (el Caire, 20 de setembre de 1943 - París, 10 de febrer de 2004) fou un sociòleg i filòsof francès. Fou professor de sociologia a la Universitat Lyon 2 i a la Universitat París X – Nanterre. Conegut per haver introduït a França els treballs de l'Escola de Chicago i pels seus estudis sobre Erving Goffman, l'espai públic i el pragmatisme. Isaac Joseph fou membre del Centre d'études, de Recherches et de Formation Institutionnelles (CERFI) creat per Félix Guattari. Entre les seves nombroses publicacions, destaquen Le passant considérable. Essai sur la dispersion de l'espace public (Librairie des Méridiens, 1984), Erving Goffman et la microsociologie (PUF, 1998), L'héritage du pragmatisme. Conflit d'urbanité et épreuves du civisme (Éditions de l'Aube, 2002) i Météor. Les métamorphoses du métro (Economica, 2004).